# 김예성
김예성(한국 한자: 金譽聲, 1996년 10월 21일 ~ )은 대한민국의 축구 선수이며 포지션은 수비수이다.